# Darshan Singh (Mystiker)

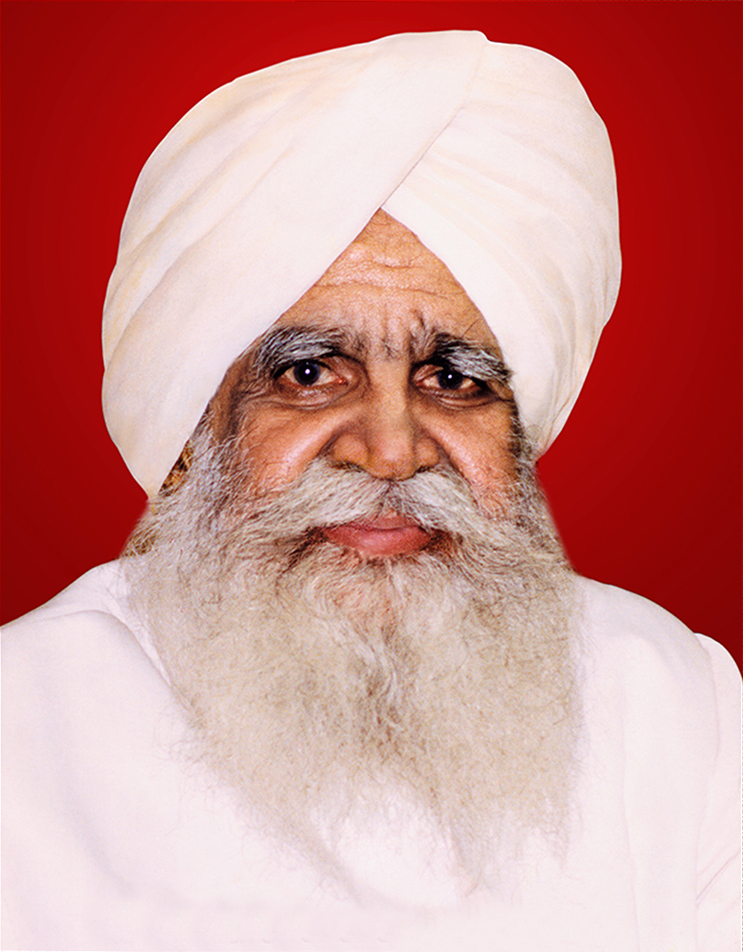
Darshan Singh, 1988

Darshan Singh (* 14. September 1921; † 30. Mai 1989) war ein indischer Mystiker. Er war der Sohn des Mystikers Kirpal Singh (1894–1974) und gründete 1978 die Organisation Wissenschaft der Spiritualität.

## Leben
Als Sohn des Mystikers Kirpal Singh (1894–1974) wuchs Darshan Singh in einem von Spiritualität geprägten Umfeld auf. Er erkannte früh eine Verbindung zwischen Spiritualität und ihren Analogien in Wissenschaft und Technik. Er schlug eine Verwaltungslaufbahn ein und erreichte zuletzt die Position eines stellvertretenden Staatssekretärs.
Während seiner fünfzehnjährigen spirituellen Wirkzeit nach dem Tod des Vaters betonte Darshan Singh die Bedeutung der Spiritualität im modernen Leben. Er prägte den Begriff „positive Mystik“ und ermutigte die Menschen, ihre Verpflichtungen gegenüber der Familie und der Gesellschaft wahrzunehmen und gleichzeitig den spirituellen Aspekt des Lebens durch innere Kontemplation und Persönlichkeitsentwicklung zu leben.
Er war verheiratet mit der ausgebildeten Sängerin Harbhajan Kaur und hatte zwei Söhne. Auf Wunsch Kirpals studierte Darshans älterer Sohn Rajinder in den 1960er-Jahren Elektrotechnik und war danach als Ingenieur in den USA tätig, von wo aus er die Weltreisen Kirpals und Darshans plante. 1978 gründete Darshan die Organisation Wissenschaft der Spiritualität, die von seinem Sohn Rajinder in den USA vertreten wurde. Nach Planungen seines Sohnes reiste Darshan Singh viermal in den Westen: 1978, 1983, 1986 und 1988. Er sprach dabei u. a. bei Vorträgen in der Stuttgarter Liederhalle und im Gustav-Siegle-Haus sowie im Kongresssaal des Deutschen Museums in München. Unter seiner Leitung wurden 550 Meditationszentren in über vierzig Ländern gegründet.
Seine Lehren wurden durch Vorträge, Seminare, Bücher und insbesondere durch seine mystische Dichtung verbreitet. Darshan Singh, der als indischer Dichterheiliger bekannt ist, wurde von der Urdu Academy für seine Dichtkunst vierfach ausgezeichnet. Seine Bücher wurden in über fünfzig Sprachen übersetzt.
Als die indische Regierung ein Kompendium mystischer Literatur herausbrachte, umfasste die Anthologie viele Werke von Darshan Singh. Seine Gedichte, die von verschiedensten Künstlern vertont wurden, werden oft im Radio und Fernsehen gesendet.
Zum Nachfolger als Leiter der Organisation Wissenschaft der Spiritualität bestimmte er in seinem Testament vom 17. November 1987 seinen Sohn Rajinder Singh.

## Werke (Auszug)
- Das Geheimnis der Geheimnisse, 1981, Sawan-Kirpal-Publ., ISBN 3-9800588-0-8
- Spirituelles Erwachen, 1985, Sawan-Kirpal-Publ., ISBN 3-9800588-1-6
- Spirituelles Erwachen : Ein Führer für die Suche nach geistiger Wahrheit, 1987, Goldmann Verlag, ISBN 3-442-11809-3
- Liebe auf Schritt und Tritt : die Wunder deiner inneren Welt, 1991, Fischer, ISBN 3-85681-258-X
- A Study of Bhakta Ravidasa, 1996, Punjabi University, ISBN 978-8173802591
- Spirituelles Erwachen : Bewußtsein im neuen Jahrtausend, 1999, Droemer Knaur, ISBN 3-426-86203-4